# 全日本プロレス 東京ドーム大会
全日本プロレス 東京ドーム大会（ぜんにほんぷろれすとうきょうドームたいかい）は、1998年から3度開催した全日本プロレスによる東京ドーム大会である。

## 概要
1989年から東京ドーム興行を行っていた新日本プロレスとは異なり、全日本プロレスは年間7回の日本武道館大会をメインとする手堅い経営を行っていたが創立25周年を記念して1998年に初興行を開催した。

## 全日本プロレス創立25周年記念大会
- 開催日 : 1998年5月1日
- 観客動員公式発表 : 58,300人（超満員）
- 試合開始 : 午後6時

### 試合結果
- 第1試合 ○浅子覚 vs ●金丸義信
- 第2試合 ●池田大輔 vs ○マウナケア・モスマン
- 第3試合 ジャンボ鶴田、ラッシャー木村、○百田光雄 vs 渕正信、●菊地毅、永源遙
- 第4試合 本田多聞、●奥村茂雄 vs ○ヘッドハンターA、ヘッドハンターB
- 第5試合 ウルフ・ホークフィールド、○ジョニー・スミス vs ●邪道、外道
- 第6試合 田上明、○大森隆男、井上雅央 vs ザ・グラジエーター、黒田哲広、●保坂秀樹
- 第7試合 ○スティーブ・ウィリアムス、ゲーリー・オブライト vs ●高山善廣、垣原賢人
- 第8試合 ジャイアント馬場、○ハヤブサ、志賀賢太郎 vs 新崎人生、●泉田純、ジャイアント・キマラ
- 第9試合 ○秋山準 vs ●馳浩
- 第10試合 ○小橋健太、ジョニー・エース vs ●スタン・ハンセン、ベイダー
- 第11試合（三冠ヘビー級選手権試合） ●三沢光晴 vs ○川田利明

### 特徴
- 松山千春がゲスト出演して国歌独唱を行った。
- 小川良成が出場予定だったが怪我のため欠場。代わりに奥村茂雄が出場。
- 当初田上明対北尾光司のシングルマッチが発表されていたが中止になった[2]。
- 新崎人生が得意技「拝み渡り」をジャイアント馬場相手に敢行した。
- スタン・ハンセンとベイダーが初めてタッグを結成。年末の世界最強タッグ決定リーグ戦に同タッグで参戦した。
- メインの三冠ヘビー級選手権試合で川田が三沢相手に三冠戦初勝利でドームのメインイベントをしめた[3]。

## ジャイアント馬場引退記念興行
- 開催日 : 1999年5月2日
- 観客動員公式発表 : 65,000人（超満員）
- 試合開始 : 午後6時

### 試合結果
- 第1試合 ○菊地毅、丸藤正道 vs ●愚乱・浪花、橋誠
- 第2試合 ○浅子覚、森嶋猛 vs 志賀賢太郎、●金丸義信
- 第3試合 ラッシャー木村、百田光雄、●井上雅央 vs 、○ジャイアント・キマラ、永源遙、泉田純
- 第4試合 ジョニー・スミス、○本田多聞、渕正信 vs 中川浩二、金村ゆきひろ、●外道
- 第5試合 小川良成、マウナケア・モスマン、垣原賢人 vs ハヤブサ、ザ・グレート・サスケ、タイガーマスク　30分時間切れ引き分け
- 第6試合（ジャイアント馬場『引退』記念試合） ジャイアント馬場、ザ・デストロイヤー vs ブルーノ・サンマルチノ、ジン・キニスキー　勝敗なし
- 第7試合 田上明、○スタン・ハンセン、スティーブ・ウィリアムス vs ゲーリー・オブライト、大森隆男、●高山善廣
- 第8試合 ○川田利明 vs ●馳浩
- 第9試合 小橋健太、秋山準、●ハクシ－ vs ジョニー・エース、ザ・ロード・ウォリアーズ(アニマル、○ホーク)
- 第10試合（三冠ヘビー級選手権試合） ●ベイダー vs ○三沢光晴

### 特徴
- 試合前に日本テレビアナウンサー(当時)の金子茂が全対戦カードを発表した。
- 永源遙、ジャイアント・キマラ、泉田純の3人がだんご3兄弟をもじった悪役三兄弟を結成。それぞれお腹に団子の絵、背中に〇男の文字[注 1]ペイントを入れた。
- ザ・グレート・サスケは当時保持していたIWGPジュニアタッグ王座ベルトを肩にかけて入場。
- ジャイアント馬場『引退』記念試合では特別立会人にロード・ブレアースPWF会長(当時)、特別レフリーにジョー樋口が参加。馬場元子がリングにジャイアント馬場のリングシューズを持っていき、10カウントを行った。
- 大森、高山、オブライトがトリオで参戦し、同時にチーム名「NO FEAR」を発表した。
- 川田が同年1月22日の三冠戦以来3か月振りの復帰を果たして勝利を収めた。
- ザ・ロード・ウォリアーズが全日マットに10年ぶりに参戦。
- メインの三冠ヘビー級選手権試合で三沢がベイダーに勝利を収めて三冠ベルトを奪取した[5]。

## 王道新世紀2001 ジャイアント馬場三回忌追悼興行
- 開催日 : 2001年1月28日
- 観客動員公式発表 : 58,700人（超満員）
- 試合開始 : 午後3時

### 試合結果
- 第1試合 時間差バトルロイヤル（13人参加[注 2]） ○ダニー・クロファット vs ●相島勇人
- 第2試合 藤原喜明、●荒谷信孝 vs ○キム･ドク、奥村茂雄
- 第3試合 ミル・マスカラス、○エル・イホ・デル・サント vs アルカンヘル・デ・ラ・ムエルテ、●ブルー・パンテル
- 第4試合 垣原賢人、○長井満也 vs アレクサンダー大塚、●モハメド・ヨネ
- 第5試合 ジョニー・スミス、○ジム・スティール、ジョージ・ハインズ vs マイク・ロトンド、カート・ヘニング、●バリー・ウインダム
- 第6試合 ●渕正信 vs ○獣神サンダー・ライガー
- 第7試合（ジャイアント馬場追悼三回忌特別試合）  ○テリー・ファンク、大仁田厚 vs アブドーラ・ザ・ブッチャー、●ジャイアント・キマラ
- 第8試合 ○スティーブ・ウィリアムス vs ●マイク・バートン
- 第9試合 ●太陽ケア vs ○武藤敬司
- 第10試合 天龍源一郎、●馳浩 vs ○川田利明、佐々木健介

### 特徴
- 日本テレビはこの興行で全日本プロレスから全日本プロレス中継終了後から続いた取材拒否は解かれ、コロッセオで試合が放送された。
- 時間差バトルロイヤルではストーカー市川をはじめとする闘龍門勢がドームを沸かせた。
- ミル・マスカラスが約15年ぶり、大仁田厚[注 3]は16年ぶりに参戦するなど往年の全日ゆかりのレスラーが多く参戦。
- 当初ケンドール・ウインダムが出場予定だったが欠場。急遽兄のバリー・ウインダムが出場。
- 第7試合と第8試合の間でスタン・ハンセン引退セレモニーが行われた。
- 渕とライガー全日・新日のジュニア重鎮同士の対戦が実現。試合はライガーが勝利を収めた。
- 武藤敬司が初参戦。以降、定期的に全日本に参戦することになる。
- メインでは同月の新日東京ドーム大会でIWGPヘビー級ベルトを争った佐々木健介と川田がタッグを組んで三冠王者天龍源一郎、馳浩組と対戦して勝利を収めた[7]。